# WRB – Stixenstein bis Kranichberg
Die Dampflokomotiven „STIXENSTEIN“, „FORCHTENSTEIN“, „EBENFURTH“, „TRIEST“ „KALKSBURG“ und „KRANICHBERG“ waren sechs Güterzuglokomotiven der Wien–Raaber (Gloggnitzer) Eisenbahn (WRB).
1848 konstruierte John Haswell zwei 1B-Lokomotiven, die „STIXENSTEIN“ und die „FORCHTENSTEIN“, die ihm als Einheits-Güterzuglokomotiven vorschwebten.
Dieser Maschine folgten 1850 und 1852 je zwei baugleiche Loks.
Sie hatten Innenrahmen, Innensteuerung, aber Außenzylinder und waren in den meisten Abmessungen gleich den Personenzugloks „ESTERHÁZ“ bis „LIESING“.
Die „TRIEST“ wurde auf „WEILBURG“ umbenannt.
Die sechs Lokomotiven kamen über die k.k. Südliche Staatsbahn zur Südbahn, bei der sie die Reihennummer 9 (ab 1864 15) und die Nummern 276 bis 281 erhielten.
Sie wurden 1879 und 1885 ausgemustert.